# Crunchyroll
Crunchyroll, LLC é uma empresa americana, subsidiária da Sony, responsável por distribuição, licenciamento e publicação de anime detentora de uma comunidade online internacional focada na transmissão de vídeo de mídia asiática oriental, incluindo anime, mangá, dorama, música, entretenimento eletrônico e conteúdo.
Fundada em 2006 por um grupo de graduados da Universidade da Califórnia, Berkeley, o canal de distribuição e o programa de parceria da Crunchyroll oferecem conteúdo a mais de 100 milhões de usuários registrados em todo o mundo. A Crunchyroll foi uma subsidiária da Otter Media, que é atualmente uma subsidiária da Warner Bros. Discovery, e que de 2016 até 2018, a empresa fez parceria com a Funimation, a qual iria eventualmente se fundir à sua marca em 2022 depois que a Sony Pictures adquiriu a Crunchyroll em 2021. A Sony anunciou em dezembro de 2020 que sua subsidiária Funimation, uma joint venture detida pela Sony Pictures Television Networks e Aniplex da Sony Music Entertainment Japan, iria adquirir a Crunchyroll da WarnerMedia da AT&T, na época, por aproximadamente US$ 1,175 bilhão; a conclusão da aquisição foi anunciada em 9 de agosto de 2021. Em 1 de março de 2022, a Funimation Global Group mudou seu nome para Crunchyroll, LLC, como a empresa anunciou que a marca Funimation seria eliminada.
A Crunchyroll tem escritórios em São Francisco, Culver City, Los Angeles, Dallas, Coppell, Burbank, Nova Iorque, Melbourne, Montreal, Tóquio, Paris, Roubaix, Berlim e Chișinău, Lausanne, e Londres, e é membro da Associação de Animações Japonesas (AJA). "Crunchyroll Hime", também conhecida como "Hime", é a mascote oficial da Crunchyroll.
Crunchyroll oferece mais de 1,000 séries de anime, mais de 200 dramas da Ásia Oriental para usuários e cerca de 80 títulos de mangá como Crunchyroll Manga, embora nem toda a programação esteja disponível em todo o mundo devido a restrições de licenciamento. A Crunchyroll ultrapassou um milhão de assinantes pagos em fevereiro de 2017, e tinha mais de 5 milhões de assinantes em 2021. A Crunchyroll também lança títulos em vídeo doméstico diretamente ou lançando títulos de anime selecionados por meio de seus parceiros de distribuição (Aniplex of America, Sentai Filmworks, Viz Media e Discotek Media na América do Norte e Anime Limited no Reino Unido).

## História

### Origens e distribuição informal

O logo original da Crunchyroll usado de 2006 até 2012.

A Crunchyroll começou em 2006 como um site de upload e streaming de vídeo com fins lucrativos especializado em hospedar conteúdo de vídeo da Ásia Oriental. Alguns dos conteúdos hospedados no Crunchyroll incluíam versões fansubs de programas asiáticos orientais.
Em 2008, a Crunchyroll garantiu um investimento de capital de US$ 4,05 milhões da firma de capital de risco Venrock. O investimento atraiu críticas dos distribuidores e licenciadores de anime Bandai Entertainment e Funimation, já que o site continuava a permitir que os usuários carregassem cópias ilegais de título licenciados.

### Movimento em direção à distribuição legal
Entretanto, a Crunchyroll finalmente começou a obter acordos de distribuição legal com empresas, incluindo a Gonzo, para um número crescente de títulos. Em 8 de janeiro de 2009, depois de anunciar um acordo com a TV Tokyo para hospedar episódios de Naruto Shippuden, a Crunchyroll declarou que estava comprometida em remover todo o material que violasse direitos autorais de seu site e em hospedar apenas o conteúdo para o qual tivesse direitos de distribuição legítimos.
Em 2010, a Crunchyroll anunciou a aquisição dos direitos do DVD na América do Norte para 5 Centimeters Per Second. Este foi o primeiro lançamento em DVD licenciado pela Crunchyroll.
Em 30 de outubro de 2013, a Crunchyroll começou a distribuir digitalmente 12 títulos de mangá diferentes da Kodansha – séries como Attack on Titan e Fairy Tail faziam parte dos mangás que estavam disponíveis inicialmente – através da Crunchyroll Manga.

### Propriedade de Chernin Group
Em 2 de dezembro de 2013, o The Chernin Group, a empresa holding do ex-presidente da News Corp., Peter Chernin, anunciou que tinha adquirido o controle acionário da Crunchyroll. Uma pessoa com conhecimento da transação disse que o preço pela aquisição foi próximo a US$ 100 milhões. The Grupo Chernin disse que a administração da Crunchyroll e a atual investidora TV Tokyo manteriam uma participação "significativa" na companhia.
Em 22 de abril de 2014, a AT&T e o The Chernin Group anunciaram a formação de uma joint venture para adquirir, investir e lançar serviços de vídeo over-the-top (OTT). Ambas as empresas comprometeram mais de US$ 500 milhões em financiamento para o empreendimento. A nova empresa foi chamada de Otter Media e se tornou a proprietária majoritária da Crunchyroll. Em 3 de agosto de 2015, a Variety reportou que a Otter Media revelaria a Ellation, uma nova empresa guarda-chuva para seus serviços de vídeo por assinatura, incluindo Crunchyroll. Os serviços da Ellation incluíram VRV, qual estreou em 2016, uma plataforma de streaming de vídeo descrita como voltada para "geeks, jogadores e amantes de comédia, fantasia e tecnologia".
Em 22 de outubro de 2015, a Anime News Network informou que a Crunchyroll alcançou 700,000 assinantes pagantes. Além disso, a empresa anunciou que a Crunchyroll e a Sumitomo Corporation tinham criado uma joint venture para produzir e investir em produções de anime.
Em 11 de abril de 2016, a Crunchyroll e a Kadokawa Corporation anunciaram a formação de uma aliança estratégica que deu à Crunchyroll direitos exclusivos de distribuição digital em todo o mundo (excluindo a Ásia) para os títulos de anime Kadokawa no ano seguinte. Também concedeu à Crunchyroll o direito de co-financiar títulos de anime Kadokawa a serem produzidos no futuro.

### Parceria com a Funimation e expansão em vídeo doméstico
Em 1 de julho de 2016, a Crunchyroll anunciou planos de dublar e lançar uma série de séries em vídeo doméstico.
Em 8 de setembro de 2016, a Crunchyroll anunciou uma parceria com a Funimation. A Crunchyroll faria a transmissão de títulos selecionados da Funimation, enquanto a Funimation faria transmissão de títulos selecionados da Crunchyroll, bem como seu conteúdo dublado futuro. Além disso, a Funimation e a Universal Pictures Home Entertainment atuariam como distribuidores do catálogo de vídeos domésticos da Crunchyroll. Em 18 de outubro de 2018, a Funimation anunciou que sua parceria com a Crunchyroll terminou como um resultado da aquisição da Funimation pela Sony Pictures Television e da aquisição pela AT&T da empresa controladora da Crunchyroll, Otter Media. A distribuição de mídia doméstica foi então transferida para Sony Pictures Entertainment após o contrato da Funimation com a Universal ter expirado.
Em 9 de fevereiro de 2017, a Crunchyroll anunciou que tinha atingido um milhão de inscritos pagantes.
Em 22 de março de 2017, Kun Gao assumiu como diretor representante de sua filial japonesa, sucedendo Vincent Shortino.
Em 30 de março de 2017, a Crunchyroll começou a distribuir anime através do Steam.
Em 4 de novembro de 2017, um grupo de hackers conseguiu sequestrar o DNS do site oficial por quase seis horas. Os usuários foram redirecionados para um site semelhante ao falso, que os levou a baixar o ransomware sob o disfarce de "CrunchyViewer". A Crunchyroll apresentou um primeiro relatório de informações contra os hackers.

### Propriedade de AT&T/WarnerMedia e produções internas
Em janeiro de 2018, a Otter Media comprou as ações restantes (20%) da Crunchyroll da TV Tokyo e de outros investidores. Em agosto de 2018, a AT&T adquiriu o restante da Otter Media que ainda não possuía do Chernin Group; a empresa e a Crunchyroll foram dobradas sob a WarnerMedia (anteriormente Time Warner, da qual a AT&T também havia concluído recentemente uma aquisição).
Em agosto de 2018, o serviço anunciou uma expansão para o conteúdo original com a série inspirada em anime High Guardian Spice produzida pela Ellation Studios.
Em 18 de outubro de 2018, a Funimation anunciou que sua parceria com a Crunchyroll terminou como resultado da aquisição da Funimation pela Sony Pictures Television e da aquisição pela AT&T da empresa controladora da Crunchyroll, Otter Media.
Em 4 de março de 2019, foi anunciado que a Otter Media seria colocada sob a Warner Bros. como parte de uma reorganização. Como resultado da referida reorganização, a empresa e a Crunchyroll tornaram-se irmãs corporativas do canal a cabo americano Cartoon Network e seu bloco de programação noturno Adult Swim, quais têm sido conhecidos por sua transmissão televisiva da maioria de seus animes sob a marca Toonami. Devido a uma reorganização subsequente, a Crunchyroll foi transferida para a WarnerMedia Entertainment (proprietária de redes como TBS e TNT) em maio de 2019, para que seu COO pudesse supervisionar um futuro serviço de streaming de entretenimento da marca.
Em 3 de julho de 2019, a Crunchyroll anunciou que tinha uma parceria com a Viz Media para distribuir alguns títulos licenciados da Crunchyroll em vídeo doméstico e venda eletrônica nos Estados Unidos e Canadá.
Em 20 de julho de 2019, a produtora australiana independente Glitch Productions anunciou que havia feito uma parceria com a Crunchyroll para produzir sua série original no YouTube, Meta Runner.
Em 6 de setembro de 2019, a Crunchyroll anunciou que tinha se tornado o investidor majoritário da Viz Media Europe. A Crunchyroll solidificou este negócio em 4 de dezembro de 2019, tornando-se a proprietária majoritária da Viz Media Europe Group, e nomeando o ex-presidente da Viz Media Europe John Easum como Chefe da Crunchyroll EMEA.
Em 15 de outubro de 2019, foi anunciado que o portal de publicação webtoon da Naver Corporation, WEBTOON, estava em parceria com a Crunchyroll para produzir adaptações animadas de suas séries. Em 25 de fevereiro de 2020, a Crunchyroll anunciou uma lista de vários programas sob sua nova marca "Crunchyroll Originals", incluindo adaptações para anime dos webtoons Tower of God, The God of High School e Noblesse.
Em 2 de abril de 2020, a Crunchyroll anunciou que rebatizou a Viz Media Europe como Crunchyroll EMEA, com as antigas marcas da Viz Media Europe como Kazé, Anime on Demand, Anime Digital Network e Eye See Movies se tornando marcas da Crunchyroll e AV Visionen e Ellation se tornando empresas da Crunchyroll. Como resultado da mudança de marca, o nome Ellation foi transferido da Divisão de Consumidores da Otter Media para os escritórios da Crunchyroll na Moldávia, e VRV tornou-se uma marca da Crunchyroll. Ellation foi posteriormente renomeado para Crunchyroll Moldova em 17 de abril de 2020.
Em 5 de setembro de 2020, a Crunchyroll anunciou que havia firmado uma parceria com a Sentai Filmworks para distribuir títulos licenciados da Crunchyroll em vídeo doméstico e venda eletrônica, com Granbelm, Food Wars!: Shokugeki no Soma: The Fourth Plate, Ascendance of a Bookworm e World Trigger foram os primeiros títulos distribuídos através da parceria.

### Aquisição pela Sony
Em 12 de agosto de 2020, The Information relatou que a Sony Pictures Entertainment, empresa-mãe da Funimation, estava em negociações para adquirir a Crunchyroll da WarnerMedia por US$ 1.5 bilhão. De acordo com a Variety, o valor foi reduzido para US$ 1 bilhão. Mais tarde, em outubro de 2020, foi relatado que a Sony estava em suas negociações finais com a AT&T para adquirir o serviço de streaming por mais de ¥ 100 bilhões, cerca de US$ 957 milhões.
Em 9 de dezembro de 2020, a Funimation e sua proprietária Sony anunciaram que haviam fechado um acordo com a AT&T e a WarnerMedia para adquirir a Crunchyroll por cerca de US$ 1,175 bilhão. A aquisição foi considerada uma grande consolidação dos direitos de distribuição global de anime fora da Ásia Oriental. Entretanto, em 24 de março de 2021, foi relatado que o Departamento de Justiça dos Estados Unidos estendeu sua revisão antitruste da aquisição.
Em 9 de agosto de 2021, Sony anunciou que havia completado sua aquisição da Crunchyroll. Seguindo a aquisição, a Sony afirmou que desejava criar uma experiência de assinatura de anime unificada usando seus negócios existentes de anime o mais rápido possível. Crunchyroll confirmou quatro dias depois que VRV foi incluído na aquisição.
Em 23 de setembro de 2021, Crunchyroll anunciou que tinha entrado em um acordo de parceria com a Fuji TV para o desenvolvimento e produção de conteúdo de anime. Os parceiros planejam começar a trabalhar no novo projeto em abril de 2022 com a desenvolvedora e produtora focada em anime, Slow Curve.
Em 1 de março de 2022, foi anunciado que os serviços SVOD, Funimation, Wakanim e VRV seriam consolidados na Crunchyroll. Além disso, o Funimation Global Group, LLC. seria renomeada para Crunchyroll, LLC, com a marca Funimation sendo eliminada em favor da Crunchyroll.
Em 11 de março de 2022, a Crunchyroll e Wakanim anunciaram que eles iriam suspender seus serviços na Rússia devido à invasão da Ucrânia pela Rússia em 2022.
Em 16 de março de 2022, foi anunciado que os lançamentos em mídia doméstica serão distribuídos sob a marca Crunchyroll, com o último logotipo substituindo aquele do anterior na lombada e no verso das capas para cada novo lançamento que saia começando com sua previsão de junho de 2022.
Em 24 de março de 2022, a Crunchyroll anunciou que, a partir da temporada da primavera de 2022, seria necessária uma assinatura para assistir a novas e contínuas transmissões simultâneas, com títulos mais antigos apresentados no site antes desta temporada permanecendo gratuitos para assistir. Também foi relatado que os três primeiros episódios de títulos selecionados seriam gratuitos uma semana após sua estreia até 31 de maio.
Em 5 de abril de 2022, a empresa anunciou que o canal do YouTube da Funimation foi renomeado como Crunchyroll Dubs e que serviria como canal da Crunchyroll para conteúdo dublado em inglês, enquanto o conteúdo legendado em inglês ainda seria carregado em seu canal Crunchyroll Collection. A empresa também afirmou que lançaria um primeiro episódio dublado em inglês de uma série de anime todos os sábados às 15:00 ET no canal Crunchyroll Dubs no YouTube, começando com Re:Zero – Começando uma Vida em Outro Mundo em 9 de abril de 2022. Três dias depois, outro anúncio foi feito em que a Funimation Shop seria movida para a Crunchyroll Store.
Em 19 de abril de 2022, o CEO Colin Decker renunciou ao cargo, com o COO Rahul Purini substituindo Decker como CEO.
Em 4 de agosto de 2022, a Crunchyroll adquiriu a varejista de comércio eletrônico de anime Right Stuf. O conteúdo adulto/hentai de Right Stuf foi removido como parte da aquisição.
Em 20 de setembro de 2022, o contrato de Kyle McCarley para dublar Shigeo Kageyama, o protagonista de Mob Psycho 100, não foi renovado pela Crunchyroll. McCarley, que é membro do SAG-AFTRA, se ofereceu para trabalhar em um contrato não sindicalizado para a terceira temporada, com a condição de que a Crunchyroll se reunisse com representantes do SAG-AFTRA para discutir possíveis contratos futuros. A Crunchyroll recusou a oferta, gerando críticas de fãs de anime e meios de comunicação.

### No Brasil e em Portugal
Em 1 de novembro de 2012 a versão brasileira foi lançada, tendo as características de transmissão empregadas na versão original americana. O serviço conta com uma administração nativa. A Crunchyroll possui também uma área de notícias e um fórum para que seus usuários possam opinar sobre temas relacionados ao conteúdo oferecido.
A Crunchyroll chegou a Portugal em 9 de maio de 2013. Porém, são poucos os conteúdos disponíveis com legendas em português europeu.

## Disponibilidade

### Suporte para dispositivos
Crunchyroll está disponível mundialmente (exceto para vários territórios asiáticos, incluindo o Japão) e pode ser acessada através de um navegador de internet em PCs, enquanto os aplicativos da Crunchyroll estão disponíveis em várias plataformas, incluindo discos Blu-ray, dispositivos móveis tais como iOS/iPadOS, Android e Windows Phone, console de jogos tais como Xbox (Xbox 360, Xbox One e S, PlayStation (PlayStation 3/4/5 e PlayStation Vita) e Nintendo (Wii U, e Nintendo Switch). É compatível também com sistemas operacionais Windows e macOS para dispositivos desktop e laptop. Está disponível também nas SmartTVs feitas pela Samsung e Sony, bem como disponível para tocadores de mídia como Apple TV, Roku, Google Chromecast, Amazon Fire TV, Tizen OS e Android TV em ambos tocadores externos e TVs como Xiaomi Mi Box. S e a NVIDIA Shield TV, entre outros. A disponibilidade dos conteúdos é através de planos de pagamento Premium bem como livres de pagamento, com anúncios e restrições de disponibilidade. Foi também o último título para WiiWare lançado em outubro de 2015.

## Operação
A Crunchyroll é parcialmente suportada por publicidade (freemium), onde um usuário pode ter acesso a conteúdo limitado com anúncios em retorno exibidos durante o vídeo. O serviço também oferece assinaturas que permitem a distribuição sem publicidade de seu catálogo e acesso antecipado a episódios de novas séries simulcast com o Japão (usuários gratuitos tendo que esperar uma semana). Originalmente, a Crunchyroll apresentava duas assinaturas "Premium" e "Premium+", cujas diferenças residiam nas vantagens adicionais no atendimento ao cliente. Em agosto de 2020, o serviço reorganizou suas assinaturas em três ofertas: "Fan", "Mega Fan" e "Ultimate Fan"; o nível Fan corresponde ao Premium anterior, o Mega Fan adiciona modo offline e visualização simultânea para 4 dispositivos, enquanto o nível Ultimate Fan (disponível apenas em países de língua inglesa) estende a visualização para 6 dispositivos e inclui outras vantagens no atendimento ao cliente.
Sendo uma plataforma onde os conteúdos são veiculados principalmente em vídeo, o site caracterizou-se pelo uso continuado do obsoleto Adobe Flash player nos últimos anos. Em setembro de 2018, a plataforma foi atualizada para um visualizador HTML5.

## The Anime Awards
The Anime Awards, também conhecidos como Crunchyroll Anime Awards, são prêmios anuais dados para reconhecer o anime do ano anterior. Os prêmios foram realizados pela primeira vez em janeiro de 2017 e voltaram em 2018. A Crunchyroll seleciona vinte juízes de diversas origens que, em seguida, criam uma lista de seis indicados em cada categoria. Esta lista é então disponibilizada ao público para votação online para escolher os vencedores.

## Crunchyroll Expo

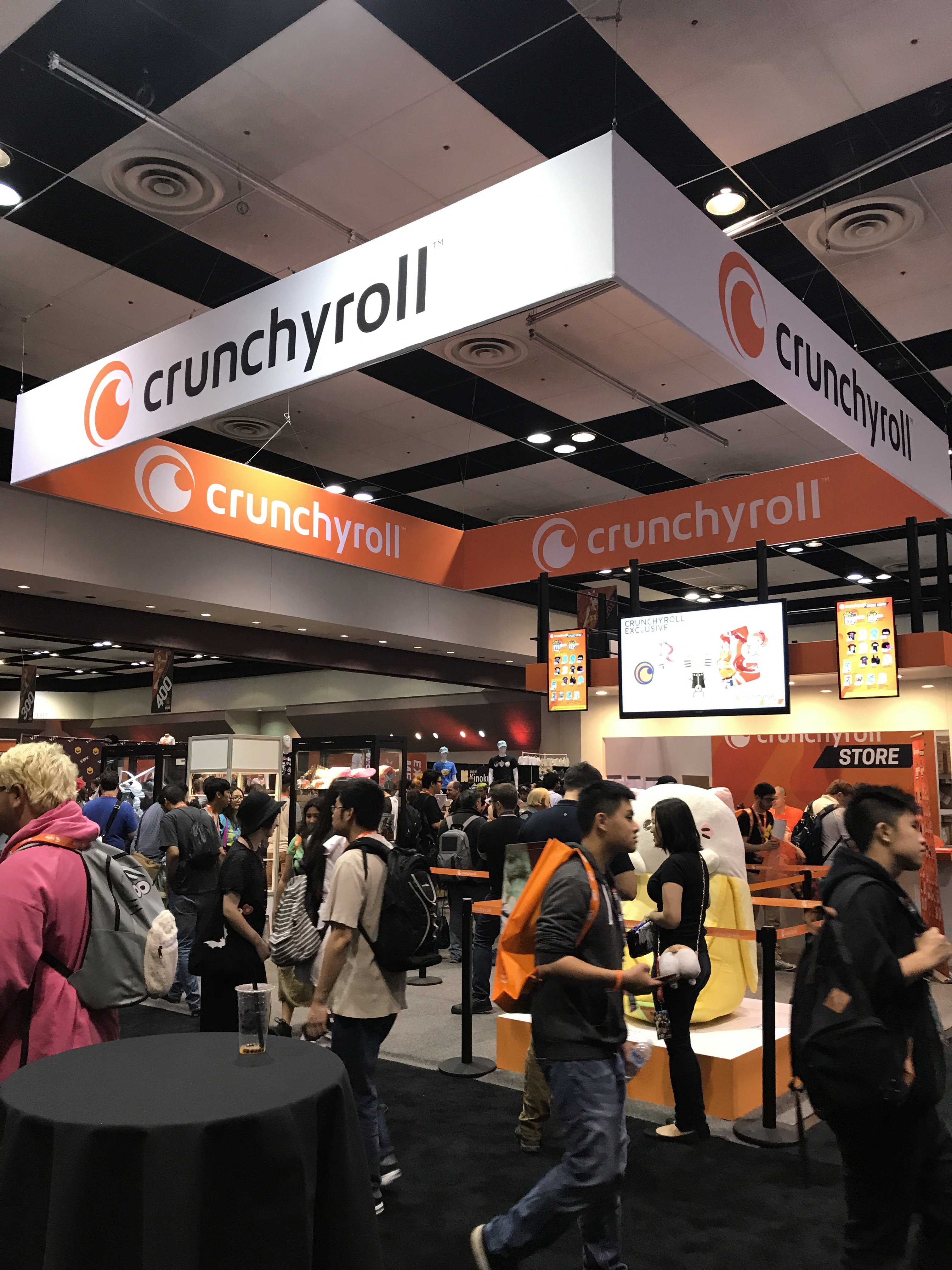
A Loja da Crunchyroll na Crunchyroll Expo 2017

Em fevereiro de 2017, a Crunchyroll criou a convenção de anime Crunchyroll Expo (CRX) com o apoio organizacional da Left Field Media. A Expo inaugural foi realizada no Centro de Convenções de Santa Clara de 25 a 27 de agosto, com o gerente da equipe Dallas Middaugh observando que grande parte das vendas de ingressos ocorreram dez dias após a convenção. Os convidados especiais da Expo incluíram o criador de Os Padrinhos Mágicos, Butch Hartman, os dubladores Shun Horie e Hiromi Igarashi, o ilustrador Yoshitaka Amano, o patinador artístico Johnny Weir, o mangaká Kore Yamazaki e o autor Keiichi Sigsawa.
A Expo foi transferida para o Centro de Convenções San Jose McEnery em 2018 no fim de semana do Dia do Trabalho. A convenção viu 45.000 participantes na catraca. Entre os convidados da convenção estavam o criador de Dragon Quest, Yuji Horii, os dubladores Ryo Horikawa, Justin Briner, Luci Christian, Clifford Chapin e Colleen Clinkenbeard, e a equipe de Darling in the Franxx.
A Crunchyroll Expo 2019, também em San Jose, viu as estreias do filme Blackfox e o vídeo de animação original, Mob Psycho 100 II, enquanto a Toei Animation organizou a exibição dos filmes Dragon Ball Z: Bardock – The Father of Goku e Dragon Ball Z: Fusion Reborn. Entre os convidados estavam o mangaká de terror Junji Ito; os dubladores de 22/7, Sally Amaki, Kanae Shirosawa e Ruri Umino; o roteirista Yūto Tsukuda e o artista Shun Saeki de Food Wars!: Shokugeki no Soma; e membros da equipe de Zombie Land Saga, incluindo dubladores Kaede Hondo e Asami Tano, o compositor Yasuharu Takanashi e o CEO da MAPPA, Manabu Ohtsuka. A banda de rock Flow, cujas canções foram apresentadas em vários animes como temas de abertura, fez um show em 30 de agosto.
Em 2020, a Crunchyroll realizou sua primeira exposição virtual devido à pandemia de COVID-19. O evento inclui a Hime's Cosplay Cup em 5 de setembro de 2020. Os convidados especiais incluíram Shusuke Katagiri, Myth & Roid, Rian Tachibana e Matt Schley.
Em 2022, a Crunchyroll Expo abriu seu novo festival de música, bem como apresentar Hololive Production VTubers (incluindo Hakos Baelz, Kureiji Ollie, Watson Amelia, Gawr Gura, Ninomae Ina'nis e Takanashi Kiara) para a convenção de 2022. No mesmo ano, a Crunchyroll realizou o evento em Melbourne, Austrália, de 17 a 18 de setembro. O evento teve filas e problemas de capacidade.
Em 2 de fevereiro de 2023, 6 meses após anunciar as datas e o local, a Crunchyroll revelou que seu principal evento de 2023 em San Jose seria cancelado em um esforço para "se concentrar em participar de uma lista crescente de exposições e festivais em todo o mundo."

## Crunchyroll Originals
Em 25 de fevereiro de 2020, a Crunchyroll anunciou inicialmente várias séries sob seu rótulo Crunchyroll Originals. São animes ou outras séries animadas que são coproduzidas ou produzidas diretamente pela companhia. A Crunchyroll co-produziu anteriormente títulos de anime, mas esta lista incluirá apenas aqueles que a própria Crunchyroll oficialmente coloca sob o rótulo. Após a aquisição da Crunchyroll pela Sony, o destino da marca é desconhecido.
Até agora, essas séries incluem:
| Título                                   | Data inicial do lançamento | Data de término do lançamento | Episódios | Notas                                                                                    | Estúdio de Animação    |
| ---------------------------------------- | -------------------------- | ----------------------------- | --------- | ---------------------------------------------------------------------------------------- | ---------------------- |
| In/Spectre                               | 11 de janeiro de 2020      | 28 de março de 2020           | 12        | Adaptação da série de light novels escrita por Kyo Shirodaira.                           | Brain's Base           |
| Tower of God                             | 1 de abril de 2020         | 24 de junho de 2020           | 13        | Adaptação do webtoon por SIU.                                                            | Telecom Animation Film |
| The God of High School                   | 6 de julho de 2020         | 28 de setembro de 2020        | 13        | Adaptação do webtoon por Yongje Park.                                                    | MAPPA                  |
| Gibiate                                  | 15 de julho de 2020        | 30 de setembro de 2020        | 12        | Obra original criada por Ryō Aoki.                                                       | Lunch Box Studio Elle  |
| Tonikawa: Over the Moon for You          | 3 de outubro de 2020       | 19 de dezembro de 2020        | 12        | Adaptação do mangá por Kenjiro Hata.                                                     | Seven Arcs             |
| Noblesse                                 | 7 de outubro de 2020       | 30 de dezembro de 2020        | 13        | Adaptação do webtoon escrito por Son Jeho e ilustrado por Lee Kwangsu.                   | Production I.G         |
| Onyx Equinox                             | 21 de novembro de 2020     | 26 de dezembro de 2020        | 12        | Obra original criada por Sofia Alexander.                                                | Crunchyroll Studios    |
| So I'm A Spider, So What?                | 8 de janeiro de 2021       | 3 de julho de 2021            | 24        | Adaptação da série de light novels escrita por Okina Baba e ilustrada por Tsukasa Kiryu. | Millepensee            |
| Dr. Ramune Mysterious Disease Specialist | 10 de janeiro de 2021      | 28 de março de 2021           | 12        | Adaptação da série de mangá criada por Aho Toro.                                         | Platinum Vision        |
| Ex-Arm                                   | 11 de janeiro de 2021      | 29 de março de 2021           | 12        | Adaptação do mangá escrito por HiRock e ilustrado por Shinya Komi.                       | Visual Flight          |
| Fena: Pirate Princess                    | 15 de agosto de 2021       | 24 de outubro de 2021         | 12        | Obra original por Kazuto Nakazawa e co-produção entre Production I.G. com Adult Swim.    | Production I.G         |
| High Guardian Spice                      | 26 de outubro de 2021      | 26 de outubro de 2021         | 12        | Obra original criada por Raye Rodriguez.                                                 | Crunchyroll Studios    |
| Blade Runner: Black Lotus                | 14 de novembro de 2021     | 6 de fevereiro de 2022        | 13        | Obra original baseada na franquia Blade Runner. Co-produção com Adult Swim.              | Sola Digital Arts      |
| FreakAngels                              | 27 de janeiro de 2022      | 27 de janeiro de 2022         | 9         | Adaptação do webcomic escrito por Warren Ellis e ilustrado por Paul Duffield.            | Crunchyroll Studios    |
| Shenmue the Animation                    | 6 de fevereiro de 2022     | 1 de maio de 2022             | 13        | Adaptação da série de vídeo games Shenmue por Yu Suzuki. Coprodução com Adult Swim.      | Telecom Animation Film |